# D'Iva (programma televisivo)
D'Iva è stato un programma televisivo italiano musicale andato in onda in prima serata su Canale 5 il 4 e l'11 novembre 2021 per due puntate di giovedì con la conduzione di Iva Zanicchi. Il programma prende il titolo dall’omonimo album della cantante del 1980.

## Il programma
Il programma è basato su due serate evento, in occasione degli ottant'anni di Iva Zanicchi, nelle quali è stata ripercorsa tutta la sua carriera.

## Edizioni
| Edizione | Anno | Conduzione   | Periodo         | Periodo          | Puntate | Studio                                 |
| Edizione | Anno | Conduzione   | Inizio          | Fine             | Puntate | Studio                                 |
| -------- | ---- | ------------ | --------------- | ---------------- | ------- | -------------------------------------- |
| 1ª       | 2021 | Iva Zanicchi | 4 novembre 2021 | 11 novembre 2021 | 2       | Studio 1 del Centro Mediapason, Milano |

## Puntate e ascolti

### Prima edizione (2021)
| Puntata | Messa in onda    | Ascolti        | Ascolti | Ospiti |
| Puntata | Messa in onda    | Telespettatori | Share   | Ospiti |
| ------- | ---------------- | -------------- | ------- | --- |
| 1       | 4 novembre 2021  | 1 985 000      | 13,21%  | Orietta Berti, Andrea Pucci, Fausto Leali, Silvia Toffanin, Gigi D'Alessio, Bianca Atzei, Anna Tatangelo                    |
| 2       | 11 novembre 2021 | 1 969 000      | 13,36%  | Rosario Flores, Rita Pavone, Gerry Scotti, Romina Power, Fausto Leali, Lola Ponce, Cristiano Malgioglio, Virginia Catellani |
| Media   | Media            | 1 977 000      | 13,29%  | |

## Audience
| Edizione | Rete televisiva | Anno | Stagione | Programmazione | Programmazione | Programmazione | Programmazione | Programmazione | Programmazione | Programmazione | Telespettatori | Share  | Premiere       | Premiere | Finale         | Finale |
| Edizione | Rete televisiva | Anno | Stagione | L              | M              | M              | G              | V              | S              | D              | Telespettatori | Share  | Telespettatori | Share    | Telespettatori | Share  |
| -------- | --------------- | ---- | -------- | -------------- | -------------- | -------------- | -------------- | -------------- | -------------- | -------------- | -------------- | ------ | -------------- | -------- | -------------- | ------ |
| 1ª       | Canale 5        | 2021 | autunno  |                |                |                |                |                |                |                | 1 977 000      | 13,29% | 1 985 000      | 13,21%   | 1 969 000      | 13,36% |